# Moto Guzzi 254
De Moto Guzzi 254 was een motorfiets die Moto Guzzi van 1977 tot 1981 produceerde.

## Voorgeschiedenis
Moto Guzzi en Benelli waren in het begin van de jaren zeventig samengevoegd toen beide bedrijven werden opgekocht door de autofabrikant Alejandro de Tomaso. Er werd vanaf die samenvoeging badge-engineering toegepast, waardoor veel modellen onder beide merknamen verkocht werden. In 1976 was al de Benelli 250 Quattro op de markt gekomen. In 1977 volgde Moto Guzzi met de vrijwel identieke 254.

## 254
Zowel de Benelli als de Moto Guzzi hadden een kunststof opbouw die met een kliksysteem ge(de)monteerd kon worden. De styling was zeer modern, dankzij het ontwerpteam van de Tomaso dat een ontwerp had gemaakt dat vooral jonge klanten moest aanspreken. Erg praktisch was het daarentegen niet. De tank, die toch al niet al te groot was, werd nog kleiner omdat het dashboard er op zat en bovendien zat de tankdop onder een deksel verscholen. Het dashboard was door zijn positie tijdens het rijden nauwelijks af te lezen.

### Motor
De Moto Guzzi was de eerste motorfiets met een viercilinder motor van minder dan 250 cc. Door de korte slag van 38 mm kon de motor wel 11.000 tpm draaien. De boring bedroeg 44 mm waardoor de cilinderinhoud op 231,1 cc kwam. De enkele bovenliggende nokkenas werd aangedreven door een ketting tussen de middelste cilinders. De kleppen werden door tuimelaars aangestuurd.

### Aandrijflijn
De machine had een meervoudige natte platenkoppeling en een vijfversnellingsbak. De secundaire aandrijving verliep via een ketting.

### Rijwielgedeelte
Het rijwielgedeelte bestond uit een uit buizen opgetrokken brugframe waarbij de motor als dragend element diende. Er was een telescoopvork met 125 mm veerweg toegepast en achter zaten twee Sebac schokdempers met buitenliggende schroefveren en een veerweg van 70 mm. In het voorwiel zat een schijfrem met een diameter van 260 mm en een Brembo-remklauw. Achter was een kleine trommelrem gemonteerd. De machine had zesspaaks gietwielen.

## Technische gegevens
| Moto Guzzi             | 254                                                      |
| ---------------------- | -------------------------------------------------------- |
| Periode                | 1977-1981                                                |
| Categorie              | toermotor                                                |
| Motortype              | OHC                                                      |
| Bouwwijze              | Dwarsgeplaatste viercilinder lijnmotor                   |
| Cilinders              | Aluminium                                                |
| Cilinderkoppen         | Aluminium                                                |
| Klepopstelling         | kopklep                                                  |
| Klepbediening          | Tuimelaars                                               |
| Carburateur            | Dell'Orto PHBG 18 B                                      |
| Ontsteking             | Bobine                                                   |
| boring                 | 44 mm                                                    |
| slag                   | 38 mm                                                    |
| Cilinderinhoud         | 231,1 cc                                                 |
| Smeersysteem           | Wet-sumpsysteem                                          |
| Compressieverhouding   | 11,5:1                                                   |
| Max. Vermogen          | 27,8 pk bij 10.500 tpm                                   |
| Topsnelheid            | 138 km/h                                                 |
| Koppeling              | Meervoudige natte platenkoppeling                        |
| Versnellingen          | 5 Voetgeschakeld                                         |
| Secundaire aandrijving | ketting                                                  |
| frame                  | Brugframe                                                |
| Wielbasis              | 1270 mm                                                  |
| Vering vóór            | Telescoopvork                                            |
| Vering achter          | Swingarm met schokdempers                                |
| Wielen                 | Gietwielen, Vóór WM 1/1.60 x 18", achter WM 2/1.85 x 18" |
| Banden                 | Vóór 2.75 x 18", achter 3.00 x 18"                       |
| Rem(men)               | Vóór enkele schijfrem, achter trommelrem                 |
| Gewicht                | 126 kg                                                   |
| Tankinhoud             | 10 liter                                                 |